# 几度春风几度霜
《几度春风几度霜》（法語：Mélo）是一部1986年的法国电影，阿伦·雷乃执导，由昂利·伯恩斯坦1929年的剧本改编。

## 剧情
皮埃尔·贝尔克鲁瓦和马塞尔·布兰克是小提琴家和好朋友，1920年代共同生活在巴黎。虽然马塞尔已经成名，而皮埃尔还没有，但两人都满足于自己的生活。皮埃尔与时尚年轻的女郎罗曼妮组成了一个幸福家庭。然而，马塞尔偶遇并爱上了她，皮埃尔却毫不知情。罗曼妮继续与马塞尔保持关系，当皮埃尔生病了，她暗中下毒加重病情。不久，马塞尔开始巡回表演，罗曼抛下皮埃尔去奔赴浪漫幽会。马塞尔回来后，罗曼重新思考了这些事，并意识到皮埃尔和马塞尔她都爱。她不想伤害她的丈夫或情人，并且由于似乎没有其他解决办法，她自杀了。三年后，皮埃尔找马塞尔寻求真相，马塞尔告诉他什么奸情也没有发生，以维护她的名誉。

## 演员
- 萨碧娜·阿塞玛 饰 罗曼妮·贝尔克鲁瓦
- 芬妮·亚当 饰 克里斯蒂安娜·雷维斯克
- 皮耶·阿帝提 饰 皮埃尔·贝尔克鲁瓦
- André Dussollier 饰 马塞尔·布兰克
- Jacques Dacqmine 饰 雷米博士

影片曾获凯撒奖最佳女主角和最佳男配角奖。

## 分析
该片具有相当多舞台剧的元素，对伯恩斯坦原剧本对白的改动很少。开场是一只翻动着演员表单的手，接着就是拉开幕布的画面，罗曼妮和马赛尔在一个郊区院子中登场。原作中的三个外景场面，雷乃去掉了一个。和让·科克托式的舞台剧改编相比，雷乃的这部电影加入的道具更少，剪辑没有那么眼花缭乱。但尽管如此，该作仍然继承了雷乃实验之作《去年在马里安巴》的某些特征：隔绝的世界、对音乐的有意识运用、两男一女式三角恋。片中的三个主角都是音乐家，音乐加强着影片的戏剧性。皮埃尔因中毒倒下时敲下琴键，混响由罗曼妮的反应而拉长；结尾场景他再度故意敲击键盘，暗示他并不相信马赛尔。和马里安巴类似，三位主角没有过去也没有未来，但据女主透露，雷乃曾鼓励他们排演时自行想象角色的过去和未来。这三个冲突而又互补的人物，是对人类状况的有力反映。